# П'єр Полен
П'єр Полен (фр. Pierre Paulin; 9 липня 1927, Париж — 13 червня 2009, Монпельє) — французький дизайнер меблів, що прославився своїми кріслами та стільцями екстравагантної форми, які мали успіх у президентів Франції. Його стільці у формі грибів або язиків, декоровані яскравими тканинами, здобули широке визнання й виставлялися в багатьох музеях у всьому світі. Так, його роботи мають музеї сучасного мистецтва в Нью-Йорку, лондонський Музей Вікторії та Альберта, музеї декоративного мистецтва в Парижі. Меблі від П'єра Полена прикрашали апартаменти експрезидентів Франції Жоржа Помпіду й Франсуа Міттерана в Єлісейськом палаці, є частиною інтер'єру президента Франції Ніколя Саркозі. На думку Саркозі, Полен «перетворив дизайн на форму мистецтва».
Дизайн меблів Полен вивчав у приватній школі Камондо. У 1953 році в «Салоні предметів домашнього ужитку» відбулася перша виставка меблів П'єра. З першої ж успішної виставки Полен почав отримувати пропозиції про співпрацю від різних меблевих компаній. Він працював у Thonet-France, Artifort і багатьох інших. У 2007 році він відзначив 50-річчя співпраці з меблевим будинком Artifort.
З 1968 по 1972 рік П'єр Полен виступив архітектором під час реконструкції однієї з галерей Лувру. Водночас у 1971 році дизайнера запросили оформляти інтер'єр Єлисейського палацу. Спеціально для головного палацу Франції П'єр Полен створив незвичайні меблі обтічної форми, у їдальні на стелі створив величезну квітку, на кожній пелюстці якої були прикріплені лампи-ворсинки. Пізніше новий президент Франції переобладнав інтер'єр Єлисейського палацу по-своєму. А в 1984-му Полена попросили створити спеціальну колекцію меблів для кабінету президента Франції Франсуа Міттерана.
У 2007 році на віллі Ноай було відкрито виставку «П'єр Полен — наддизайнер». Наступного року виставка перемістилася в музей дизайну Grand Hornu Images (Бельгія). У 2008 році Полен був оголошений дизайнером року. Тоді ж на честь 80-ліття майстра в паризькій галереї гобеленів була відкрита виставка «П'єр Полен. Дизайн при владі».